# Halloween II (píseň)
„Halloween II“ je singl americké rockové skupiny Sonic Youth, který byl vydán roku 1986. Na rozdíl od většiny ostatních singlů kapely neobsahuje žádnou další píseň na B-straně. Byl vydán pouze ve Spojeném království.